# Milford (Surrey)
Pour les articles homonymes, voir Milford.
Milford est un village du Surrey, en Angleterre.